# 항공우주공학

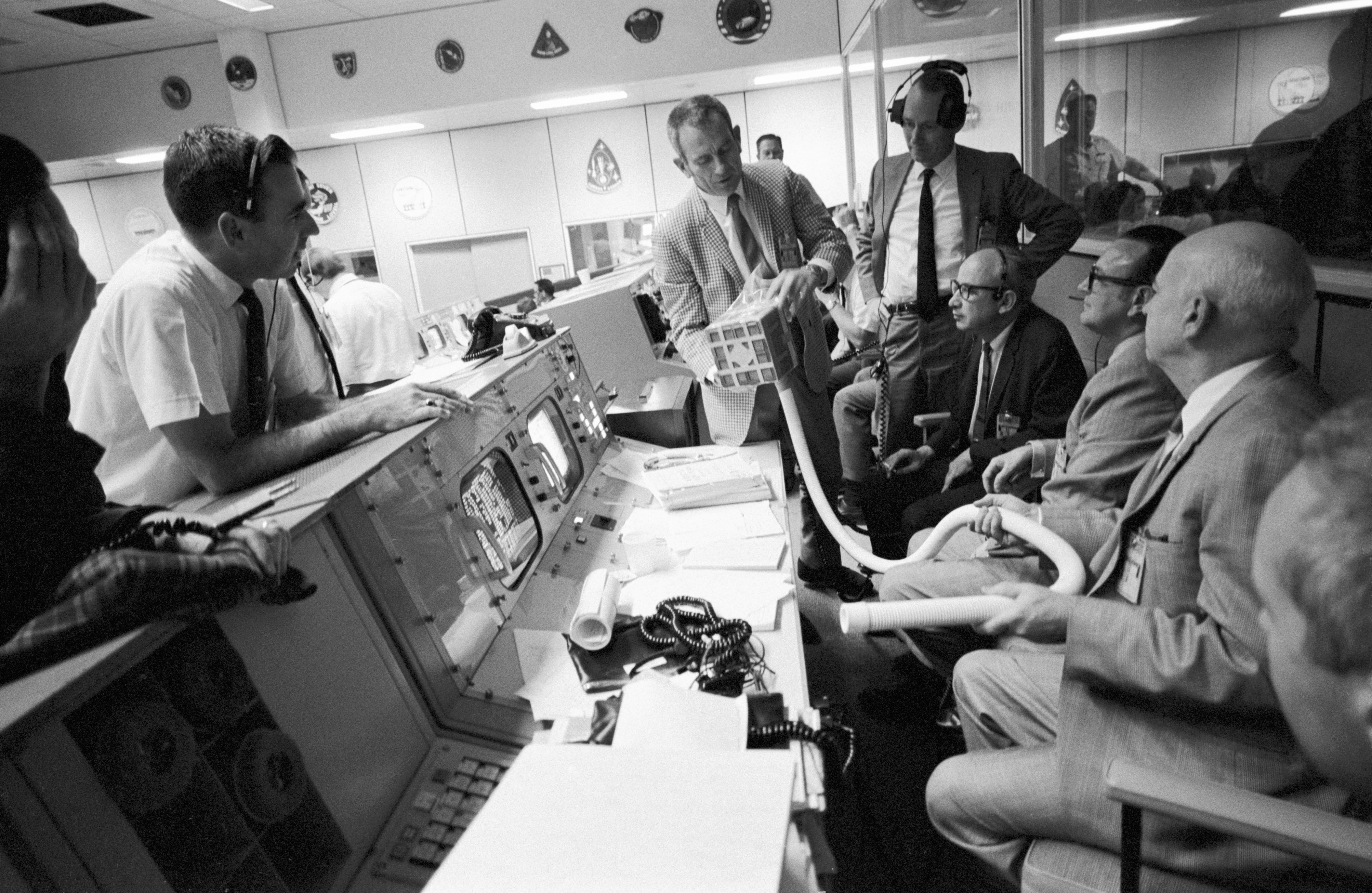

항공우주공학(航空宇宙工學, 영어: aerospace engineering)은 항공기 및 우주선을 취급하는 공학의 한 분야이다. 원래 항공기만을 다루는 공학 분야를 일컫는 말로서 항공공학이라는 용어가 있었으나, 기술 발전에 따라 항공기의 비행 영역이 점차 넓어져 지구 대기권 바깥에까지 이르게 되면서, 더 넓은 의미인 항공우주공학이라는 용어가 널리 사용되게 되었다. 또한 항공공학이라는 말에 대비되는 말로서 우주공학이라는 말도 있다. 그러나 최근에는 이 두 용어는 그다지 사용되지 않는 추세이다.

## 개요
비행체는 비행하면서 대기 압력 및 온도의 변화, 비행체의 각 구성품에 가해지는 구조 하중 등 가혹한 환경을 겪게 되므로, 비행체의 설계 및 제작을 위해서는 수많은 문제들을 고려하여야만 한다. 비행체는 공기역학, 항공전자공학, 재료공학, 추진공학 등 여러 가지 기술 및 과학 분야의 종합적인 산물이다. 항공우주공학은 이러한 여러 가지 연구 분야를 종합하는 과정 및 이에 대한 지식이라 할 수 있다.

## 세부 분야
다음과 같은 세부 분야가 있다.

#### 유체역학
유체역학은 물체 주변의 유체의 흐름을 연구하는 학문이다. 항공우주공학에서는 이 용어가 특히 날개 주변의 공기 흐름이나 풍동 내부의 공기 흐름을 다루는 공기역학을 지칭하기도 한다.

#### 구조역학
구조역학은 항공기의 각 부분에 미치는 힘, 변형, 모멘트, 진동에 대한 구조학적인 문제를 취급한다.  컴퓨터를 사용하여 FEM(Finite Element Method)에 의한 해석도 행해지고 있다. 뛰어난 재료의 개발을 시도하여 재료공학에서 취급하는 피로, 균열 등을 다루고 있어 재료 강도학 등과도 밀접하게 관련한다.

#### 제어공학
제어공학은 비행체 및 그 구성품의 자세, 위치, 속도 등을 원하는 대로 움직이기 위한 기술을 취급한다.

#### 항공전자공학
항공전자공학(항공전자 참고)은 항공기의 전기/전자 장비를 제공하고 통합하는 것으로 전원 공급(전기공학), 또는 계기나 무선 NAV/COM(항법·통신)에 대해(전자공학) 다룬다.  컴퓨터의 발달에 따라서 제어 공학과 함께 항공기 개발에 있어서의 중요성이 매우 커지고 있다.

## 같이 보기
- 항공공학
- 비행기
- 우주선
- 항공기 설계공정(영어판)
- 아이언버드(영어판)